# Дейв Соренсон
Дейв Соренсон (англ. Dave Sorenson, 8 липня 1948, Фіндлі — 9 липня 2002) — американський професіональний баскетболіст, що грав на позиції форварда за такі команди НБА як «Клівленд Кавальєрс» та «Філадельфія Севенті-Сіксерс».

## Ігрова кар'єра
На університетському рівні грав за команду Огайо Стейт (1967–1970). 1968 року разом з командою дійшов до фіналу чотирьох турніру NCAA.
1970 року був обраний у другому раунді драфту НБА під загальним 9-м номером командою «Клівленд Кавальєрс». Професійну кар'єру розпочав 1970 року виступами за тих же «Клівленд Кавальєрс», захищав кольори команди з Клівленда протягом наступних 2 сезонів. 19 грудня 1970 року провів найрезультативнішу свою гру в кар'єрі, набравши 34 очки у матчі проти «Баффало Брейвз».
Другою і останньою ж командою в кар'єрі гравця стала «Філадельфія Севенті-Сіксерс», до складу якої він приєднався 1972 року і за яку відіграв один сезон.